# Język kiwai
Język kiwai – język papuaski używany w Prowincji Zachodniej i prowincji Gulf w Papui-Nowej Gwinei. Katalog Ethnologue wyróżnia dwa języki kiwai: północno-wschodni i południowy.
Kiwai północno-wschodni dzieli się na dialekty: gibaio, kope (gope), urama, anigibi (arigibi), fomomoto (era). W ramach kiwai południowego wyróżniono dialekty: coast kiwai, island kiwai (bamu kiwai). W 1981 r. dialekt arigibi został sklasyfikowany jako odrębny język.
Język kiwai był wykorzystywany jako lingua franca w działalności misjonarskiej.
Sporządzono opis jego gramatyki. Jest zapisywany alfabetem łacińskim. 